# Antonio de Oquendo

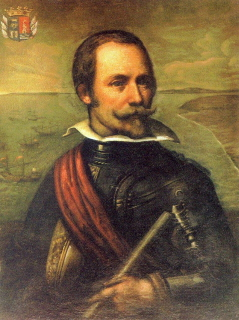
Antonio de Oquendo (1577–1639)

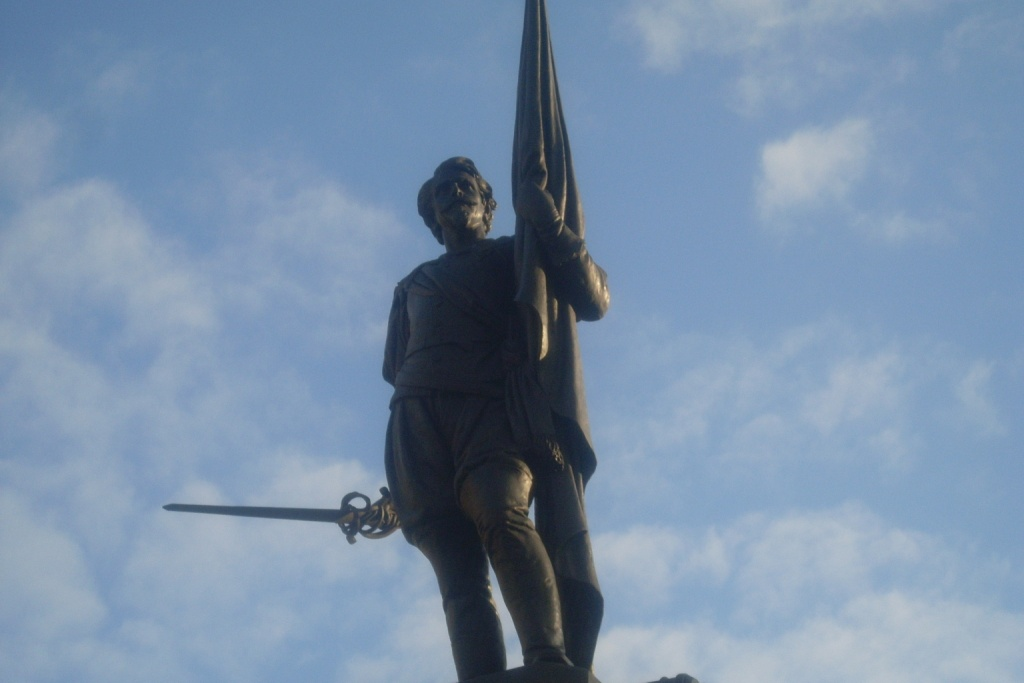
Statue des Antonio de Oquendo

Antonio de Oquendo (* Oktober 1577 in San Sebastián; † 7. Juni 1639 in La Coruña) war ein spanischer Admiral.

## Leben
Antonio de Oquendo war der zweite Sohn des Admirals Miguel de Oquendo, der im Feldzug der Spanischen Armada gekämpft hatte. Antonio trat ebenfalls in die Marine ein und diente ab 1593 zunächst in der Galeerenflotte des Königreichs Neapel unter Pedro de Toledo. Er wechselte 1600 in die spanische Flotte, für die er 1604 zwei Schiffe, die bei Cádiz englische Freibeuter besiegten, kommandierte. Dies brachte ihm das Wohlwollen Philipps III. ein, der ihm 1607 das Kommando über das Biskaya-Geschwader anvertraute. Mit diesem versuchte er, aus Übersee kommende Silberflotten vor niederländischen Angriffen zu schützen.
Im Jahr 1611 schützte und begleitete er erstmals eine Flotte von 36 Handelsschiffen bei ihrer Fahrt über den Atlantik. Eine zweite Reise 1613/14 war ebenfalls erfolgreich. Im Jahr 1623 folgte eine dritte Expedition über den Atlantik. Er sollte erneut Schiffe über den Atlantik geleiten und mit dem Silber rasch zurückkehren, weil in Spanien eine Finanzkrise herrschte. de Oquendo musste aber in Havanna überwintern und kam erst 1624 nach Spanien zurück, wo er verhaftet wurde. Die Anklage lautete Betrug und Vetternwirtschaft. Nach seiner Freilassung wurde ihm verboten, wieder Silberflotten zu kommandieren und er hatte eine hohe Strafe zu zahlen. Das Urteil wurde jedoch wieder aufgehoben und de Oquendo rehabilitiert. 1626 wurde er zum Admiral des Ozeans ernannt. Im Jahr 1628 entsetzte er auf eigene Initiative die von den Marokkanern belagerte Stadt La Marmora in Marokko. Gemeinsam mit Fadrique Álvarez de Toledo y Mendoza befehligte er 1629 eine spanisch-portugiesische Flotte, die in der siegreichen Schlacht von St. Kitts die Karibikinseln kurzzeitig dem englischen Besitz entrissen. Im Jahr 1631 kommandierte er einen Truppentransport nach Brasilien, um Recife zurückzuerobern, das kurz zuvor von den Niederländern erobert worden war. Ein Seesieg bei Abrolhos ermöglichte die erfolgreiche Landung der Landtruppen. Im Jahr 1636 wurde er wegen eines Duells zeitweise verhaftet. Weil seine Flotte nicht einsatzfähig war, weigerte er sich 1637, die Flotte des Königreichs Neapel zu unterstützen. Als Strafe wurde er Gouverneur von Maó auf der Insel Menorca. Im Jahr 1639 wurde er zum Kommandeur einer großen Transportflotte zur Unterstützung der spanischen Truppen in den Niederlanden ernannt. Von der niederländischen Flotte wurde er in der Seeschlacht bei den Downs im Ärmelkanal besiegt. Damit war die spanische Seemacht im Norden auf Dauer gebrochen. Verwundet und moralisch gebrochen kehrte er nach Spanien zurück, wo er kurze Zeit später starb.